# Dendrophidion
Dendrophidion es un género de serpientes de la familia Colubridae y subfamilia Colubrinae. Incluye quince especies que se distribuyen desde México al norte de Sudamérica. 

## Especies
Se reconocen a las siguientes especies:
- Dendrophidion apharocybe Cadle, 2012
- Dendrophidion atlantica Freire, Caramaschi & Gonçalves, 2010
- Dendrophidion bivittatus (Duméril, Bibron & Duméril, 1854)
- Dendrophidion boshelli Dunn, 1944
- Dendrophidion brunneum (Günther, 1858)
- Dendrophidion clarkii Dunn, 1933
- Dendrophidion crybelum Cadle, 2012
- Dendrophidion dendrophis (Schlegel, 1837)
- Dendrophidion graciliverpa Cadle, 2012
- Dendrophidion nuchale (Peters, 1863)
- Dendrophidion paucicarinatum (Cope, 1894)
- Dendrophidion percarinatum (Cope, 1893)
- Dendrophidion prolixum Cadle, 2012
- Dendrophidion rufiterminorum Cadle & Savage, 2012
- Dendrophidion vinitor Smith, 1941